# Schnelleinsatzgruppe Sanitätsdienst

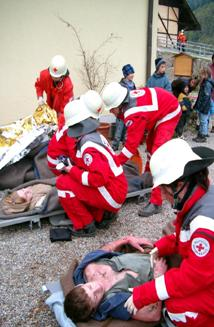
Übungseinsatz

Die Schnelleinsatzgruppe Sanitätsdienst (SEG-San), seltener auch Schnelleinsatzgruppe Behandlung (SEG-Beh) genannt, übernimmt verletzte Personen, die von der technischen Rettung (Feuerwehren, THW) aus einem Schadensgebiet gerettet wurden. Sie führt die Erstversorgung an den gebildeten Verletztenablagen durch. Sie richtet zentrale Behandlungsplätze ein, sorgt dort für die notfallmedizinische Versorgung und die Herstellung der Transportfähigkeit der Patienten oder wird ggf. direkt im Schadensgebiet bei der Sichtung/Triage und/oder zur Rettung/Versorgung der Patienten eingesetzt. Zudem unterstützt sie bei Bedarf die Schnelleinsatzgruppe Betreuung mit ihrem Material und ihren Helfern.
In der Einheit sind Sanitäter verschiedener Qualifikationsstufen und gegebenenfalls auch Ärzte tätig, sie werden eventuell durch weitere Helfer, wie zum Beispiel Techniker (für Stromversorgung etc.) unterstützt.
Je nach Größe der Einheit und dem gemeldeten Einsatzbild werden unterschiedliche Mengen an Zelten, Verbandsmaterial und sonstigem medizinischem Gerät mitgeführt.
Den Transport von Patienten führen manche SEG-Sanitätsdienst mit ihren Krankenwagen oder Notfallkrankenwagen (selten mit einem Rettungswagen) durch.  Es existieren aber auch Schnelleinsatzgruppen ohne Transportaufgaben. Zentrales Fahrzeug der SEG-San war früher ein Arzttruppkraftwagen; heute übernimmt diese Rolle meist ein Gerätewagen Sanität, mit dem Helfer und Material transportiert werden.
Eine SEG-San sollte in der Regel spätestens 15–30 Minuten nach Alarmierung einsatzbereit sein.